# State Grid Corporation of China
State Grid Corporation of China, kinesiska: 国家电网公司; pinyin: Guójiā Diànwǎng Gōngsī, är ett kinesiskt statligt multinationellt energiföretag som distribuerar och säljer elektricitet via kraftledningnätverk. I Kina förfogar de över kraftledningsnätverk som sträcker sig totalt 987 000 kilometer (km) och förser elektricitet till 88% av landets totala territorium. Detta innebär att fler än 1,1 miljarder av Kinas totala befolkning får sin elektricitet via dem. State Grid har även närvaro utanför Kina i bland annat Australien, Brasilien, Filippinerna, Grekland, Italien och Portugal. Den amerikanska tidskriften Fortune rankade State Grid som världens näst största företag efter omsättning för år 2018.
Företaget grundades den 29 december 2002 av den kinesiska staten när den drev igenom en energireform som innebar att den dåvarande statliga energijätten State Power Corporation of China delades upp i elva mindre energiföretag. Syftet med reformen var att göra den statliga energitillförseln mer marknadsmässig och konkurrensutsatt även om äganden skulle fortsatt ligga under staten.
För 2018 hade State Grid en omsättning på ¥2,323 biljoner och en personalstyrka på omkring 1,633 miljoner anställda. Deras huvudkontor ligger i Peking.